# Суховоля (Келецький повіт)
Суховоля (пол. Suchowola) — село в Польщі, у гміні Хмельник Келецького повіту Свентокшиського воєводства.
Населення — 519 осіб (2011).
У 1975-1998 роках село належало до Келецького воєводства.

## Демографія
Демографічна структура на день 31 березня 2011 року:
|          | Загалом | Допрацездатний вік | Працездатний вік | Постпрацездатний вік |
| -------- | ------- | ------------------ | ---------------- | -------------------- |
| Чоловіки | 270     | 66                 | 174              | 30                   |
| Жінки    | 249     | 53                 | 133              | 63                   |
| Разом    | 519     | 119                | 307              | 93                   |